# Pence (Wisconsin)
Pence es un lugar designado por el censo ubicado en el condado de Iron en el estado estadounidense de Wisconsin. En el Censo de 2010 tenía una población de 131 habitantes y una densidad poblacional de 47,36 personas por km².

## Geografía
Pence se encuentra ubicado en las coordenadas 46°24′37″N 90°16′10″O / 46.41028, -90.26944. Según la Oficina del Censo de los Estados Unidos, Pence tiene una superficie total de 2.77 km², de la cual 2.77 km² corresponden a tierra firme y (0%) 0 km² es agua.

## Demografía
Según el censo de 2010, había 131 personas residiendo en Pence. La densidad de población era de 47,36 hab./km². De los 131 habitantes, Pence estaba compuesto por el 98.47% blancos, el 1.53% eran afroamericanos, el 0% eran amerindios, el 0% eran asiáticos, el 0% eran isleños del Pacífico, el 0% eran de otras razas y el 0% pertenecían a dos o más razas. Del total de la población el 0% eran hispanos o latinos de cualquier raza.